# Луций Антистий Рустик
Луций Антистий Рустик (лат. Lucius Antistius Rusticus; 48– 93) — римский политический деятель второй половины I века.

## Биография
Родился в Кордове, и возможно происходил из плебейского рода Антистии.Рустик происходили из провинции Бетика. В эпоху правления императора Нерона он вошёл в состав сената. С 79 по 81 год Рустик возглавлял в качестве легата VIII Августов легион. В 83/84 году он находился на посту проконсула своей родной провинции. В 90 году Рустик занимал должность консула-суффекта вместе с Луцием Юлием Урсом Сервианом. В 91/92 году он был легатом пропретором провинции Каппадокия. Скончался Рустик в 93 или 94 году. Он был женат на Муммии Нигрине. Рустик был другом поэта Марциала, который упомянул его в нескольких своих эпиграммах.